# グレン・フライ

イーグルス（フライは左端・2008年）

グレン・フライ（Glenn Frey、1948年11月6日 - 2016年1月18日）は、アメリカミシガン州デトロイト出身のミュージシャン、シンガーソングライター、ギタリスト、キーボーディスト、俳優。1970年代のウェストコースト・ロックを代表するバンド、イーグルスの創設メンバー、リーダーとして著名。

## 略歴
1970年にドン・ヘンリーと出会い、一緒にリンダ・ロンシュタットのバックアップ・ミュージシャンを務めたことがきっかけで1971年にイーグルスを結成する。イーグルスでは、ギター、キーボード、ボーカルを担当。グループの代表作の多くをヘンリーとともに作詞作曲した。「テイク・イット・イージー」「テキーラ・サンライズ」「過ぎた事」「いつわりの瞳」「ニュー・キッド・イン・タウン」「ハートエイク・トゥナイト」などの曲でリードボーカルを取った。
1980年イーグルス解散後もソロ・アーティストとして大成功を収め、「The Heat Is On」などのヒットを放った。
イーグルスのメンバーとしてグラミー賞を6回、アメリカン・ミュージック・アワードを5回受賞したほか、イーグルス名義、ソロ名義合わせて24曲をトップ40に送り込んだ。1998年にはイーグルスとしてロックの殿堂入りも果たした。
1994年にイーグルスを再結成。
2016年1月18日、リウマチ性関節炎や肺炎による合併症により死去。67歳没。

## ディスコグラフィ

### スタジオ・アルバム
- 『ノー・ファン・アラウド』 - No Fun Aloud (1982年、Asylum)
- 『オールナイター』 - The Allnighter (1984年、MCA)
- 『ソウル・サーチン』 - Soul Searchin' (1988年、MCA)
- 『ストレンジ・ウェザー』 - Strange Weather (1992年、MCA)
- 『アフター・アワーズ』 - After Hours (2012年、Universal Music)

### ライブ・アルバム
- 『ライヴ』 - Glenn Frey Live (1993年、MCA)

### コンピレーション・アルバム
- 『ソロ・コレクション』 - Solo Collection (1995年、MCA)
- 『ベスト・オブ・グレン・フライ』 - 20th Century Masters – The Millennium Collection (2000年、MCA)
- 『アバーヴ・ザ・クラウズ : ザ・ヴェリー・ベスト・オブ・グレン・フライ』 - Above the Clouds: The Collection (2018年、Geffen)

### シングル
- 「サムバディ」 - "I Found Somebody" (1982年) ※全米31位
- 「恋人」 - "The One You Love" (1982年) ※全米15位
- "Don't Give Up" (1982年)
- "Partytown" (1982年)
- "All Those Lies" (1983年) ※全米41位
- 「セクシー・ガール」 - "Sexy Girl" (1984年) ※全米20位
- "The Allnighter" (1984年) ※全米54位
- 「ヒート・イズ・オン」 - "The Heat Is On" (1985年) ※『ビバリーヒルズ・コップ』挿入歌。全米2位
- "Smuggler's Blues" (1985年) ※『特捜刑事マイアミ・バイス』挿入歌。全米12位
- 「ユー・ビロング・トゥ・ザ・シティ」 - "You Belong To The City" (1985年) ※『特捜刑事マイアミ・バイス』挿入歌。全米2位
- 「トゥルー・ラヴ」 - "True Love" (1988年) ※全米13位
- 「リヴィン・ライト」 - "Livin' Right" (1988年) ※全米90位
- 「ソウル・サーチン」 - "Soul Searchin'" (1988年)
- 「パート・オブ・ミー、パート・オブ・ユー」 - "Part Of Me, Part Of You" (1991年) ※『テルマ&ルイーズ』主題歌。全米55位
- 「アイヴ・ゴット・マイン」 - "I've Got Mine" (1991年) ※全米91位
- "River Of Dreams" (1992年)
- "Love In The 21st Century" (1993年) ※全米112位
- 「ハッピネス」 - "This Way to Happiness" (1995年)

### 出演
- 1984年 特捜刑事マイアミ・バイス　テレビシリーズの1エピソード